# Margaret Jones
Margaret Jones (1613 - Boston, Massachusetts, 15 de juny de 1648) fou una llevadora americana que va ser jutjada i executada per bruixeria el 1648. Va ser la segona dona a Amèrica a executar-se com a bruixa, la primera va ser Alse Young a Connecticut el 1647.